# Linda Zwartbol
Linda Zwartbol (née en 1993 à Saint-Vith en Belgique) est une femme politique belge du SP Ostbelgien (Parti socialiste et social-démocrate de la Communauté germanophone). Depuis 2023, elle est présidente du parti SP Ostbelgien.

## Vie et parcours professionnel
Après une formation en conception média, Zwartbol a d'abord travaillé dans ce métier avant de devenir journaliste et présentatrice. De 2019 à 2024, elle a travaillé comme chargée de relations publiques au sein du cabinet de l'ancien vice-Premier ministre de la Communauté germanophone, Antonios Antoniadis[réf. nécessaire].
En février 2023, elle a été élue présidente du SP Ostbelgien, devenant la première femme à entamer un mandat à la tête du parti. En novembre 2024, elle s'est imposée face à un concurrent avec 80% des voix et a donc été confirmée dans sa fonction. Depuis 2024, elle est également directrice générale et secrétaire parlementaire du groupe parlementaire SP au Parlement de la Communauté germanophone (PDG)[réf. nécessaire].
Lors des élections législatives fédérales du 9 juin 2024, Linda Zwartbol s'est présentée en tant que candidate germanophone la mieux placée sur la liste du Parti socialiste (PS) dans la circonscription électorale de Liège. Depuis décembre 2024, elle est également membre du conseil communal de la commune de Saint-Vith[réf. nécessaire].

## Vie personnelle
En tant que fille d'une mère célibataire, Zwartbol est particulièrement engagée en faveur de la justice sociale, de l'égalité des chances et du renforcement des droits des femmes[réf. nécessaire].

## Mandats politiques
- Depuis 2023 – Président du SP Ostbelgien
- Depuis 2024 – Conseiller municipal de la municipalité de Saint-Vith